# Begonia socotrana
Begonia socotrana es una especie de planta fanerógama perteneciente a la familia Begoniaceae. Es un endemismo de Yemen donde se encuentra en Socotra. 

## Hábitat y ecología
Es una especie localmente común en grietas húmedas y sombreadas en los acantilados que dan al norte y ocasionalmente en el suelo bajo con vegetación densa; restringido a los acantilados de piedra caliza en el bosque semi-caducifolio (meseta Reyged y Rewgid) y en los acantilados de granito y pináculos en el bosque montano y entre matorrales a través de las montañas Haggeher a una altitud de 550-1,300 metros . Fue recogida por Balfour en 1880 por primera vez. LLevó plantas de nuevo a Gran Bretaña, donde la cruzó con especies del sur de África y se convirtió rápidamente en horticulturalmente importante como el padre híbrido entre una gran cantidad de begonias de floración invernal.

## Taxonomía
Begonia socotrana fue descrita por Joseph Dalton Hooker y publicado en The Gardeners' Chronicle, new series 8, pl. 1. 1881.